# 759-й истребительно-противотанковый артиллерийский полк
759-й армейский истребительно-противотанковый артиллерийский Кёнигсбергский орденов Александра Невского и Красной Звезды полк — воинское соединение вооружённых сил СССР в Великой Отечественной войне. Был сформирован как 759-й артиллерийский полк противотанковой обороны 2-го формирования, в течение весны 1942 года назывался 759-й лёгкий артиллерийский полк, затем стал именоваться 759-й истребительно-противотанковый артиллерийский полк.

## История
Полк сформирован в сентябре 1941 года на Северо-Западном фронте взамен уничтоженного близ Демянска полка первого формирования
В действующей армии с 4 октября 1941 по 9 мая 1945 года.
В октябре 1941 года занял позиции севернее Лычково. С января 1942 года участвует в Демянской наступательной операции, наступает на Старой Руссу, затем находится на рамушевском коридоре. 1 июня 1942 года вошёл в состав вновь сформированной 27-й армии и до сентября 1942 года остаётся там же. В сентябре 1942 года передан на Калининский фронт, вошёл в состав 4-й ударной армии и занял позиции северо-восточнее Велижа. В апреле 1943 года вошёл в состав 43-й армии (весь дальнейший боевой путь прошёл в её составе, став армейским истребительно-противотанковым полком), занял оборону северо-восточнее Демидова в районе озера Рытое. Находится в обороне до 14 сентября 1943 года, после чего перешёл в наступление в ходе Духовщинско-Демидовской операции, в третье декаде сентября выйдя в район южнее Понизовья, где армия была остановлена. В ноябре-декабре 1943 года участвует в тяжёлых, но почти безуспешных боях в витебском направлении. В феврале 1944 года полк в составе армии был переброшен в район Городка, где и находится до лета 1944 года.
В июне 1944 года находился на позициях севернее Витебска. В ходе Белорусской операции был придан 92-му стрелковому корпусу, которому на первом этапе операции была поставлена задача продолжая оборону на фронте Чисти, Цыганы, совхоз Довжа, Койтово, быть в готовности для перехода в наступление в направлениях посёлок Старое Село и совхоз Довжа, Витебск. С 23 июня 1944 года переходит в наступление, поддерживая части корпуса, однако успех обозначился только на следующий день. Из состава полка были выделены подразделения в батальон преследования, развивающем наступление в направлении Лужесно Участвовал в создании кольца окружения и во взятии Витебска, с 27 июня 1944 года перемещён на лепельское направление, в целях отражения вражеского контрудара на Витебск. Продолжая наступление, участвовал в освобождении Лепеля, затем в течение июля 1944 года наступал по маршруту Глубокое — Утена — Биржай, где в первые дни августа участвовал в тяжелейших боях.
С 1 августа 1944 года, действуя со 145-й стрелковой дивизией отражает прорыв с востока к Биржаю вражеской танковой группировки, оставшись без пехотного прикрытия. Под огнём 15 танков, двух батальонов пехоты и 20 пикирующих бомбардировщиков отражал атаки, уничтожил 6 танков. Полк понёс большие потери — две трети орудий полка было разбито. После восстановления с 14 сентября 1944 года принимает участие в Рижской операции, однако вскоре в составе армии был переброшен на рубеж юго-западнее Шяуляя, откуда со 2 октября 1944 года наступает в направлении южнее Мемеля. До конца 1944 года находится на позициях по Неману. С января 1945 года принимает участие в Восточно-Прусской операции, с тяжёлыми боями наступает через Тильзит, затем по берегу Балтики на Земландский полуостров. В апреле 1945 года отличился при взятии Кёнигсберга. После его взятия и уничтожения Земландской группировки противника во второй половине апреля 1945 года был переброшен в Польшу на 2-й Белорусский фронт, но очевидно в боях участия уже не принимал.

## Подчинение
| Дата            | Фронт (округ)                                    | Армия             | Корпус | Дивизия | Бригада | Примечания |
| --------------- | ------------------------------------------------ | ----------------- | ------ | ------- | ------- | ---------- |
| 01.09.1941 года | Северо-Западный фронт                            | -                 | -      | -       | -       | -          |
| 01.10.1941 года | Северо-Западный фронт                            | -                 | -      | -       | -       | -          |
| 01.11.1941 года | Северо-Западный фронт                            | -                 | -      | -       | -       | -          |
| 01.12.1941 года | Северо-Западный фронт                            | -                 | -      | -       | -       | -          |
| 01.01.1942 года | Северо-Западный фронт                            | -                 | -      | -       | -       | -          |
| 01.02.1942 года | Северо-Западный фронт                            | 11-я армия        | -      | -       | -       | -          |
| 01.03.1942 года | Северо-Западный фронт                            | 11-я армия        | -      | -       | -       | -          |
| 01.04.1942 года | Северо-Западный фронт                            | 11-я армия        | -      | -       | -       | -          |
| 01.05.1942 года | Северо-Западный фронт                            | 11-я армия        | -      | -       | -       | -          |
| 01.06.1942 года | Северо-Западный фронт                            | 27-я армия        | -      | -       | -       | -          |
| 01.07.1942 года | Северо-Западный фронт                            | 27-я армия        | -      | -       | -       | -          |
| 01.08.1942 года | Северо-Западный фронт                            | 27-я армия        | -      | -       | -       | -          |
| 01.09.1942 года | Северо-Западный фронт                            | 27-я армия        | -      | -       | -       | -          |
| 01.10.1942 года | Калининский фронт                                | -                 | -      | -       | -       | -          |
| 01.11.1942 года | Калининский фронт                                | 4-я ударная армия | -      | -       | -       | -          |
| 01.12.1942 года | Калининский фронт                                | 4-я ударная армия | -      | -       | -       | -          |
| 01.01.1943 года | Калининский фронт                                | 4-я ударная армия | -      | -       | -       | -          |
| 01.02.1943 года | Калининский фронт                                | 4-я ударная армия | -      | -       | -       | -          |
| 01.03.1943 года | Калининский фронт                                | 4-я ударная армия | -      | -       | -       | -          |
| 01.04.1943 года | Калининский фронт                                | 4-я ударная армия | -      | -       | -       | -          |
| 01.05.1943 года | Калининский фронт                                | 43-я армия        | -      | -       | -       | -          |
| 01.06.1943 года | Калининский фронт                                | 43-я армия        | -      | -       | -       | -          |
| 01.07.1943 года | Калининский фронт                                | 43-я армия        | -      | -       | -       | -          |
| 01.08.1943 года | Калининский фронт                                | 43-я армия        | -      | -       | -       | -          |
| 01.09.1943 года | Калининский фронт                                | 43-я армия        | -      | -       | -       | -          |
| 01.10.1943 года | Калининский фронт                                | 43-я армия        | -      | -       | -       | -          |
| 01.11.1943 года | 1-й Прибалтийский фронт                          | 43-я армия        | -      | -       | -       | -          |
| 01.12.1943 года | 1-й Прибалтийский фронт                          | 43-я армия        | -      | -       | -       | -          |
| 01.01.1944 года | 1-й Прибалтийский фронт                          | 43-я армия        | -      | -       | -       | -          |
| 01.02.1944 года | 1-й Прибалтийский фронт                          | 43-я армия        | -      | -       | -       | -          |
| 01.03.1944 года | 1-й Прибалтийский фронт                          | 43-я армия        | -      | -       | -       | -          |
| 01.04.1944 года | 1-й Прибалтийский фронт                          | 43-я армия        | -      | -       | -       | -          |
| 01.05.1944 года | 1-й Прибалтийский фронт                          | 43-я армия        | -      | -       | -       | -          |
| 01.06.1944 года | 1-й Прибалтийский фронт                          | 43-я армия        | -      | -       | -       | -          |
| 01.07.1944 года | 1-й Прибалтийский фронт                          | 43-я армия        | -      | -       | -       | -          |
| 01.08.1944 года | 1-й Прибалтийский фронт                          | 43-я армия        | -      | -       | -       | -          |
| 01.09.1944 года | 1-й Прибалтийский фронт                          | 43-я армия        | -      | -       | -       | -          |
| 01.10.1944 года | 1-й Прибалтийский фронт                          | 43-я армия        | -      | -       | -       | -          |
| 01.11.1944 года | 1-й Прибалтийский фронт                          | 43-я армия        | -      | -       | -       | -          |
| 01.12.1944 года | 1-й Прибалтийский фронт                          | 43-я армия        | -      | -       | -       | -          |
| 01.01.1945 года | 1-й Прибалтийский фронт                          | 43-я армия        | -      | -       | -       | -          |
| 01.02.1945 года | 3-й Белорусский фронт                            | 43-я армия        | -      | -       | -       | -          |
| 01.03.1945 года | 3-й Белорусский фронт (Земландская группа войск) | 43-я армия        | -      | -       | -       | -          |
| 01.04.1945 года | 3-й Белорусский фронт (Земландская группа войск) | 43-я армия        | -      | -       | -       | -          |
| 01.05.1945 года | 2-й Белорусский фронт                            | 43-я армия        | -      | -       | -       | -          |

## Награды и наименования
| Награда                   | Дата       | За что получена                                 |
| ------------------------- | ---------- | ----------------------------------------------- |
| Орден Красной Звезды      |            |                                                 |
| Орден Александра Невского |            |                                                 |
| Кёнигсбергский            | 09.04.1945 | За отличие в боях по взятию крепости Кёнигсберг |

## Командиры
Командир Полка Полковник Добровольский
- старший лейтенант Емельянов А. М.
- майор Волков
- подполковник Кузнецов Александр Владимирович